# Ned Rifle
Ned Rifle (bra: Ned Rifle) é um filme independente do gênero drama lançado em 2014 escrito e dirigido por Hal Hartley. Foi produzido a partir de uma campanha no Kickstarter.

## Enredo
Na sequência dos acontecimentos do filme anterior, Fay Grim passou quatro anos na prisão por supostas atividades terroristas e é transferida para uma penitenciária federal para cumprir a uma sentença de prisão perpétua. Seu filho, Ned Rifle, foi colocado em um programa de proteção a testemunhas com uma família cristã devota. Aos 18 anos, Ned é livre para sair da escola especial dirigido em linhas cristãs devotas na qual estava. O filme segue a intenção de Ned de encontrar e matar seu pai fugitivo, Henry Fool, por arruinar a vida de Fay Grim.
Ao visitar sua mãe Fay, ela não pode dizer o paradeiro do marido e sugere que ele contacte seu irmão Simon, que é escritor em Nova York. Posteriormente, Ned encontra Susan, que tem uma ligação com o passado de Henry Fool. Descobrindo que seu pai foi ouvido pela última vez trabalhando em Seattle, Ned corre para o aeroporto. Susan o segue, porque ela tem suas próprias razões para querer encontrar Henry, e Ned relutantemente se junta a ela, embora ele continue recusando um romance com ela.
Em Seattle, ele descobre que seu pai perdeu a cabeça e está sendo mantida em uma clínica especial. Na verdade, Henry finge a loucura para desfrutar de uma vida tranquila entre os bons livros (como faz Fay, embora não por escolha). Ned sequestrou seu pai disposto, planejando matá-lo em campo aberto, mas descobre que Susan encontrou seu revólver e tirou a munição. Ela então foge com o pai, dinheiro e arma de Ned. Chegando a um motel perto de Spokane, ela revela que ela era a garota de 13 anos, que atraiu Henry para a cama. Para isso, ele teve sete anos. Agora eles podem continuar legalmente e sua noite de paixão. Ned, enquanto isso, rastreou o par e de manhã está esperando fora para que eles surjam. Susan, tendo completado seus negócios inacabados com Henry, o mota. Ned explode, e em uma luta com Susan acidentalmente a esfaqueando até a morte. Do lado de fora, policiais armados esperam por ele.

## Elenco
- Liam Aiken ... Ned Rifle
- Aubrey Plaza ... Susan
- Parker Posey ... Fay Grim
- James Urbaniak ... Simon Grim
- Thomas Jay Ryan ... Henry Fool
- Martin Donovan
- Karen Sillas
- Robert John Burke
- Melissa Bithorn
- Bill Sage
- Lloyd Kaufman

## Recepção
No site agregador de críticas Rotten Tomatoes, 78% das 32 avaliações dos críticos são positivas. O consenso do site afirma: "Ned Rifle serve como uma conclusão satisfatória para a trilogia Henry Fool de Hal Hartley - e uma das obras mais fortes do período tardio de uma filmografia distinta."
O Metacritic, que usa uma média ponderada, atribuiu ao filme uma pontuação de 67 em 100, baseado em 16 críticos, indicando críticas "geralmente favoráveis".